# Guglielmo Malagola
Guglielmo Cesare Edoardo Malagola (Ravenna, 23 dicembre 1850 – Ravenna, 7 marzo 1921) è stato un medico, banchiere e filantropo italiano, discendente in linea diretta dell’antica famiglia dei Malagola di origine modenese, trasferitasi a Ravenna con Geminianus Malagoli nei primi decenni del XVI secolo..

## Biografia
Primogenito del medico e possidente Francesco Torquato Felice Malagola (1824-1891) e della prima moglie Albina Martinetti Cardoni, sorella di Gasparo Martinetti Cardoni, storico e letterato ravennate.
Dopo essersi laureato con lode in medicina a Bologna nel 1875, tornò a Ravenna dove esercitò la professione medica.
Era discendente di una famiglia nobile ravennate originaria di Modena, che nei secoli fu sempre composta da medici (ben nove), avvocati, notai e membri del clero.
Nel 1903 sposò Virginia Morigi (Ravenna, 26 marzo 1881-Ravenna, 25 maggio 1918) e con lei ebbe quattro figli: Orlando Angelo Antonio Gaspare Torquato Federico Sebastiano (morto a soli 5 mesi d'età), Albina Antonia Gaspara Beatrice, Anna Maria Domitilla Luisa Gaspara e Enea Umberto Torquato Gaspare.
Dal 1910 al 1918 fu Presidente della Cassa di Risparmio di Ravenna e fu inoltre Consigliere comunale e provinciale a Ravenna.
Fu inoltre membro della Commissione Sanitaria del Comune di Ravenna, membro straordinario del Consiglio Sanitario Provinciale di Ravenna dal 1881, vice – presidente del Ricovero di Mendicità Garibaldi, membro del Consiglio Amministrativo dell'Asilo Infantile di Ravenna, vice – presidente della Società Operaia di Mutuo Soccorso di Ravenna, membro del Consiglio Comunale di Ravenna e del Consiglio della Provincia di Ravenna.
Malagola fu il primo italiano a studiare l'azione fisiologica dell'apoatropina e dell'atropina sugli animali e infine sull'uomo. Studiò, altresì, l'azione fisiologica del Fellandrene sull'uomo e cercò di verificarne l'azione terapeutica.
Viaggiò dal 1901 al 1903 in molti stati europei, tra cui: Norvegia, Svezia, Spagna, Russia, Impero Austro Ungarico, Turchia, Prussia e Francia.

## Onorificenze
- Cavaliere dell'Ordine della Corona d'Italia[5]
- Cavaliere dell'Ordine dei Santi Maurizio e Lazzaro
- Ufficiale dell'Ordine della Corona d'Italia[6]
- Commendatore dell'Ordine della Corona d'Italia